# 티서퓌레드구

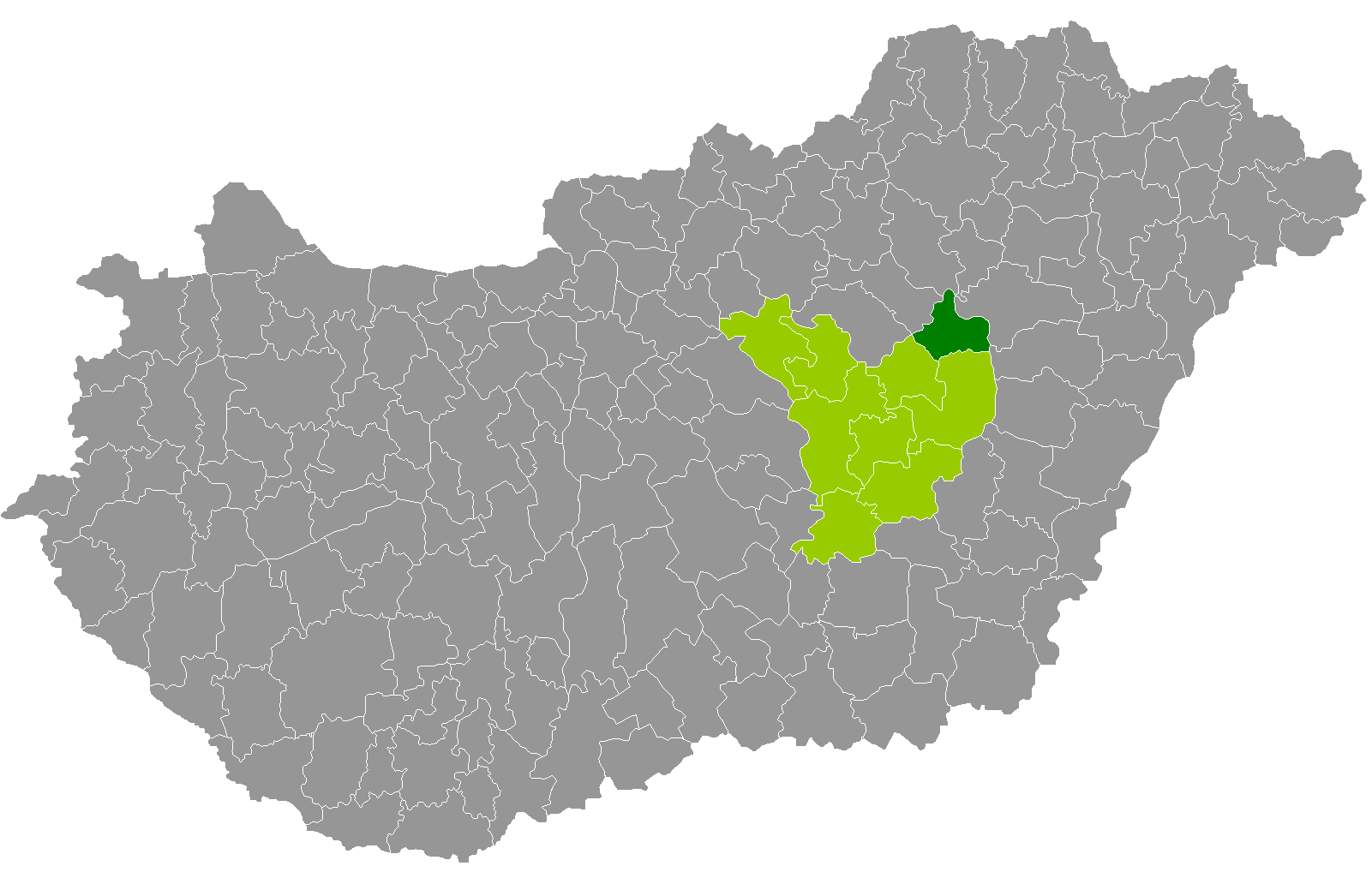
야스너지쿤솔노크주 지도에 표시된 티서퓌레드구의 위치

티서퓌레드구(헝가리어: Tiszafüredi járás)는 헝가리 야스너지쿤솔노크주에 위치한 구로 구청 소재지는 티서퓌레드이며 면적은 417.05km2, 인구는 19,559명(2011년 기준), 인구 밀도는 47명/km2이다.
북쪽으로는 보르쇼드어버우이젬플렌주 메죄쾨베슈드구, 동쪽으로는 허이두비허르주 벌머주이바로시구, 남쪽으로는 커르처그구, 서쪽으로는 쿤헤제시구, 헤베시주 퓌제셔보니구와 접한다. 7개 지방 자치체(1개 시, 6개 마을)를 관할한다.

구 문장